# 基督一性论
基督一性论，又稱基督一性说，是基督论的一个观点，认为耶稣在取得肉身后，其人性、神性得到了统一，只有一个性質、本質（φύσις），要么为神，要么为神与人之结合。基督一性论的观点与基督二性論相对，后者认为耶稣在復活后保有人、神两个性質。
公元四四四年左右，康士坦丁堡的修士欧迪奇提倡基督一性论。欧迪奇认为，基督在成肉体后只有一性，就是「道身」(英語：Logos-Body)。并且基督既是无罪的，他必定不具有与罪人相同的人性，因此不能说基督有神人二性。欧迪奇认为，基督的人性與神性混合，形成一種性質。而因爲神性無限大於人性，人性被神性吸收，就像一滴蜂蜜消失於大海一般。歐提奇因此認爲，基督與神本質相同，而與人本質不同。歐提奇的一性论，被迦克墩公會議定为异端。

## 詞源
基督一性論英文 、希臘文 ，源於 「單獨、獨自、惟獨、惟一」 + 「性質、本質、實質」。
基督合一性論英文 、希臘文 ，源於 「一」 + 「性質、本質、實質」。
基督二性論英文 、希臘文 ，源於 「二」 + 「性質、本質、實質」。
基督合一性論的詞綴  相較基督一性論的詞綴 ，陽性的  有「單獨，惟一」的含義，陰性的  祇有「一」而沒有「獨」的含義。